# 폴 로저스
폴 버나드 로저스(영어: Paul Bernard Rodgers, 1949년 12월 17일 ~ )는 잉글랜드의 록 음악가이다. 롤링 스톤 잡지의 역사상 가장 위대한 100명의 가수에서 55위를 하였다.